# Почесні громадяни Миргорода
Список почесних громадян міста Миргород.
1. Фролов Микола Олексійович (10.11.1923 — 07.11.2011) — рішенням 11 сесії Миргородської міської ради двадцять третього скликання від 10 березня 1999 року Фролову М. О. присвоєне звання «Почесний громадянин міста Миргорода».
2. Брикулець Віктор Михайлович — рішенням 15 сесії Миргородської міської ради четвертого скликання від 25 грудня 2003 року Віктору Михайловичу Брикульцю присвоєне звання «Почесний громадянин міста Миргорода».
3. Губерський Леонід Васильович — рішенням 15 сесії Миргородської міської ради четвертого скликання від 25 грудня 2003 року Леоніду Васильовичу Губерському присвоєне звання «Почесний громадянин міста Миргорода».
4. Ігнатенко Іван Овсійович (22.06.1914 — 09.11.1988) — рішенням 25 сесії Миргородської міської ради четвертого скликання від 12 січня 2005 року Ігнатенку І. О. присвоєно звання «Почесний громадянин міста Миргорода».
5. Радько Василь Дмитрович (23.01.1927 — 13.05.2005) — рішенням 25 сесії Миргородської міської ради четвертого скликання від 12 січня 2005 року Радько Василь Дмитрович удостоєний звання «Почесний громадянин міста Миргорода».
6. Зубковський Іван Андрійович (25.11.1848 — 05.12.1933) — рішенням 27 сесії Миргородської міської ради п'ятого скликання від 19 листопада 2008 року Івану Андрійовичу Зубковському присвоєне звання «Почесний громадянин міста Миргорода».
7. Паутов Олександр Борисович — рішенням 4 сесії Миргородської міської ради шостого скликання від 15 грудня 2010 року Олександру Борисовичу Паутову присвоєне звання «Почесний громадянин міста Миргорода».
8. Зубченко Олександр Миколайович (1990-2017).
9. Куценко Микола Олегович (17.3.2017; посмертно).
10. Степан Іванович Чобану ( 1963-2022,посмертно)